# 帕姆·穆尼奥斯·瑞恩
帕姆·穆尼奥斯·瑞恩（Pam Muñoz Ryan，1951年12月25日—），是一位墨西哥裔美國小說家。其著作有風中玫瑰、口琴使者、駛向自由等。她也是2016年紐伯瑞獎得主，并获得2018年国际安徒生奖提名。

## 生平
1951年12月15日，帕姆·穆尼奥斯·瑞恩出生於美國加州的貝克斯菲爾德。
她曾著超過40本兒童讀物，獲得過弗吉尼亚汉密尔顿文学奖、拉丁顿奖。

## 著作
- 駛向自由 (1998)
- 風中玫瑰 (2000)
- 勇者的歌聲：瑪麗安．安德森的故事(When Marian Sang: The True Recital of Marian Anderson) (2002)
- Becoming Naomi León (2004)
- Paint the Wind (2007)
- The Dreamer (2010)
- 口琴使者(Echo) (2015)
- 巨人皇后的祕密：通往自由的明日之地(Mañanaland) (2020)

## 獲獎
口琴使者
- 2016年紐伯瑞獎[4]
- 2016年美洲獎（英语：Américas Award）[5]
- 2016年Audie Award（英语：奥迪獎） [6]
- 2015年NAPPA金獎[7]

The Dreamer
- 2011年美國筆友獎（英语：List of PEN literary awards）List of PEN literary awards[8]
- 2011年Pura Belpré獎（英语：Pura Belpré Award）[9]
- 2011年美洲獎（英语：Américas Award）[10]

Becoming Naomi León
- 2006年Pura Belpré獎（英语：Pura Belpré Award）[9]
- 2005年ALA 施耐德家庭图书獎（英语：Schneider Family Book Award） [11]
- 2005年托马斯·里维拉獎（英语：Tomás Rivera Award）[12]

風中玫瑰
- 2001年洛杉矶时报图书奖（入围）[13]
- 2001年南加州朱迪.洛佩兹奖[14]
- 2001年亚利桑那州青年图书奖[15]